# Gare de Murakami (Niigata)
La gare de Murakami (村上駅, Murakami-eki) est une gare ferroviaire de la ville de Murakami, dans la préfecture de Niigata au Japon. La gare est gérée par la compagnie East Japan Railway Company (JR East).

## Situation ferroviaire
La gare de Murakami est située au point kilométrique (PK) 59,4 de la ligne principale Uetsu.

## Histoire
La gare est inaugurée le 1er novembre 1914.

## Service des voyageurs

### Accueil
La gare dispose d'un bâtiment voyageurs, avec guichets, ouvert tous les jours.

### Desserte
- Ligne principale Uetsu :
  - voies 1 et 2 : direction Shibata (interconnexion avec la ligne Hakushin pour Niigata) et Niitsu
  - voies 2 et 3 : direction Sakata et Akita